# Conostoma oenocarpi
Conostoma oenocarpi är en svampart som beskrevs av Bat. & J.L. Bezerra 1965. Conostoma oenocarpi ingår i släktet Conostoma, divisionen sporsäcksvampar och riket svampar.   Inga underarter finns listade i Catalogue of Life.